# Luís da Cunha

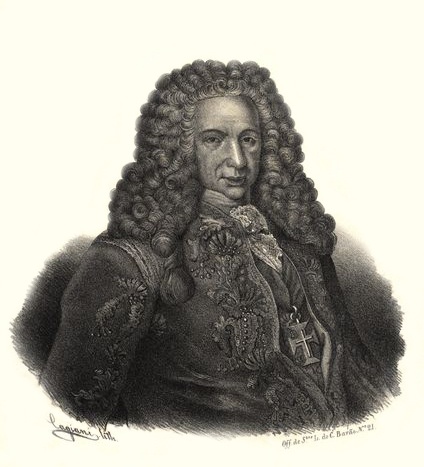
D. Luís da Cunha

Luís da Cunha (* 25. Januar 1662 in Lissabon; † 9. Oktober 1749 in Paris) war ein portugiesischer Diplomat unter König Johann V.

## Leben
D. Luís da Cunha wurde 1662 als Sohn des Kolonialverwalters Antônio Álvares da Cunha in Lissabon geboren und studierte an der Universität Coimbra kanonisches Recht. 1696 begann seine diplomatische Laufbahn als portugiesischer Botschafter in London, ab 1712 bevollmächtigter Minister bei der Schließung des Friedens von Utrecht und später portugiesischer Botschafter in Madrid. Bis zu seinem Tod 1749 verkehrte D. Luís da Cunha am französischen Hof als portugiesischer Minister.

## Leistungen
Durch seine 40-jährige Abwesenheit aus Portugal hatte sich D. Luís da Cunha eine etische Sichtweise auf sein Heimatland erworben, die er zur Analyse und Kritik von Staat, Wirtschaft und Kultur nutzte. Er gilt als einer der großen Diagnostiker der Probleme des Landes im 18. Jahrhundert. In seinem bedeutendsten Werk Testamento Político (1747) teilt er dem Thronfolger Joseph I von Portugal seine Bedenken mit. Er bemängelt vor allem die Intoleranz der Kirche gegenüber den portugiesischen Juden und Neu-Christen und den wirtschaftlichen Verlust, den das Land durch ihre Abwanderung erlitt.
Einen weiteren Mangel sah der Aufklärer in der Rolle der Kirche als Landbesitzer. Rund ein Drittel des portugiesischen Bodens gehörte der Kirche, die keine Steuerabgaben an den Staat zahlen musste und das Land oft nur unzureichend bestellte. Auch das Rechtssystem arbeitete in seinen Augen nicht schnell und effizient genug und verhinderte damit die Entwicklung Portugals im Vergleich mit den anderen europäischen Ländern der Epoche.

## Werke
- Carta Escrita de Paris ou Insrução ao Serenissimo Principe D. José para quando Subisse ao Trono 1747, üblicherweise zitiert als Testamento Político.
- Instruções Políticas, 1736.